# Ełdig-Chiem
Ełdig-Chiem (ros. Элдиг-Хем) – wieś w Rosji, w Tuwie, w kożuunie dzun-chiemczicki. W 2010 liczyła 227 mieszkańców.